# Lavans-Vuillafans
Lavans-Vuillafans és un municipi francès situat al departament del Doubs i a la regió de Borgonya - Franc Comtat. L'any 2007 tenia 209 habitants.

## Demografia

### Població
El 2007 la població de fet de Lavans-Vuillafans era de 209 persones. Hi havia 76 famílies de les quals 12 eren unipersonals (12 dones vivint soles i 12 dones vivint soles), 36 parelles sense fills, 24 parelles amb fills i 4 famílies monoparentals amb fills.
La població ha evolucionat segons el següent gràfic:
Habitants censats

### Habitatges
El 2007 hi havia 106 habitatges, 78 eren l'habitatge principal de la família, 12 eren segones residències i 16 estaven desocupats. 88 eren cases i 15 eren apartaments. Dels 78 habitatges principals, 59 estaven ocupats pels seus propietaris, 17 estaven llogats i ocupats pels llogaters i 2 estaven cedits a títol gratuït; 3 tenien una cambra, 4 en tenien dues, 5 en tenien tres, 12 en tenien quatre i 54 en tenien cinc o més. 69 habitatges disposaven pel capbaix d'una plaça de pàrquing. A 45 habitatges hi havia un automòbil i a 30 n'hi havia dos o més.

### Piràmide de població
La piràmide de població per edats i sexe el 2009 era:
| Homes | Edats   | Dones |
| ----- | ------- | ----- |
| 0     | 95 o +  | 0     |
| 0     | 90 a 94 | 0     |
| 0     | 85 a 89 | 0     |
| 0     | 80 a 84 | 4     |
| 4     | 75 a 79 | 8     |
| 4     | 70 a 74 | 0     |
| 4     | 65 a 69 | 8     |
| 4     | 60 a 64 | 0     |
| 0     | 55 a 59 | 0     |
| 4     | 50 a 54 | 4     |
| 4     | 45 a 49 | 4     |
| 4     | 40 a 44 | 0     |
| 12    | 35 a 39 | 8     |
| 12    | 30 a 34 | 12    |
| 8     | 25 a 29 | 4     |
| 0     | 20 a 24 | 4     |
| 0     | 15 a 19 | 0     |
| 16    | 10 a 14 | 4     |
| 16    | 5 a 9   | 8     |
| 4     | 0 a 4   | 12    |

## Economia
El 2007 la població en edat de treballar era de 126 persones, 104 eren actives i 22 eren inactives. De les 104 persones actives 99 estaven ocupades (56 homes i 43 dones) i 5 estaven aturades (2 homes i 3 dones). De les 22 persones inactives 4 estaven jubilades, 13 estaven estudiant i 5 estaven classificades com a «altres inactius».

### Ingressos
El 2009 a Lavans-Vuillafans hi havia 78 unitats fiscals que integraven 209 persones, la mediana anual d'ingressos fiscals per persona era de 13.825 €.

### Activitats econòmiques
Dels 7 establiments que hi havia el 2007, 1 era d'una empresa alimentària, 1 d'una empresa de fabricació d'altres productes industrials, 1 d'una empresa de comerç i reparació d'automòbils, 2 d'empreses d'hostatgeria i restauració i 2 d'empreses de serveis.
L'únic servei als particulars que hi havia el 2009 era un restaurant.
L'any 2000 a Lavans-Vuillafans hi havia 13 explotacions agrícoles.

## Poblacions més properes
El següent diagrama mostra les poblacions més properes.